# Biserica „Sfântul Nicolae” - Vechi din Focșani
Biserica „Sfântul Nicolae” - Vechi din Focșani este un monument istoric aflat pe teritoriul municipiului Focșani. În Repertoriul Arheologic Național, monumentul apare cu codul 174753.05.01.

## Detalii
Biserica “Sfântul Nicolae – Vechi” din Focșani, este ctitoria unui căpitan de cazaci numit Stefu, construită după unele afirmații, mai înainte cu mulți ani, față de datele recunoscute oficial (1713-1716) și anume între anii 1696-1700. În urma incendiului din anul 1854, biserica s-a degradat până în temelii. Între anii 1865-1870 la biserică s-au făcut reparații capitale construindu-se cupola centrală de pe naos si s-a adăugat nartexul cu turlă pentru clopotele de la intrare.